# Bodor Máté
Bodor Máté (Budapest, 1989. május 13. –) magyar heavy metal gitáros. A skót Alestorm gitárosaként vált nemzetközileg is ismertté. Korábban a magyar Wisdom és Leander Kills zenekarok tagjaként készített lemezeket. Első szólóalbuma 2021-ben jelent meg Oh Wow! címmel. 2022-ben az év hangszeres előadója kategóriában Petőfi-díjra jelölték.

## Zenei pályafutása
14 évesen kezdett gitározni a Queen hatására. Az első években Spirkó Károly és Alapi István tanítványa volt. Akkori zenekarával, a miskolci Donorral 2006-ban lemezt is készítettek. Ugyanebben az évben a 17 éves Bodor Máté első helyezett lett a Miskolci Gitárpárbaj tehetségkutatón. A következő években több zenekarban is megfordult (Overload, Mytra, Lost Symphony, Formal Logic), majd 2009-ben egy 30.000 font értékű ösztöndíjat nyert a Yamaha gitárcégtől a londoni Institute Of Contemporary Music Performance zeneiskolába. Angliában többek között az Aeon Zenben és a Chaptersben játszott, utóbbival lemezt is készített.
Bodor Máté 2012-ben tért vissza Magyarországra és lett a Wisdom együttes gitárosa, amely épp a svéd Sabaton előzenekaraként indult Európa-turnéra. A zenekar a következő évben megjelent Marching for Liberty albumán már hallható volt Bodor játéka. A nagylemez a Mahasz lemezeladási listáján megszerezte az első helyet. 2015-ben a skót Alestorm kereste meg Bodor Mátét, hogy turnégitárosként csatlakozzon hozzájuk. Mindeközben a Leander Risingból Leander Killsszé átalakult magyar metalegyüttesnek is tagja lett. A 2016-ban megjelent Túlélő című album és turné után kilépett, miután az Alestorm állandó tagja lett. Az együttes No Grave But the Sea címmel megjelent 2017-es albumán már Bodor Máté gitározott.
2021-ben szólóalbuma jelent meg Oh Wow! címmel.

## Diszkográfia
Szólóban
- Oh Wow! (2021)

Alestorm
- No Grave But the Sea (2017)
- Live in Tilburg (koncert, 2019)
- Curse of the Crystal Coconut (2020)
- Seventh Rum of a Seventh Rum (2022)
- Voyage of the Dead Marauder (EP, 2023)
- The Thunderfist Chronicles (2025)

Leander Kills
- Túlélő (2016)
- Live at Barba Negra Track (koncert, 2016)

- Élet a halál elôtt (2017)

Wisdom
- Marching for Liberty (2013)

- Rise of the Wise (2016)

Chapters
- The Imperial Skies (2013)

Donor
- Donor (2005)

## További információ
- Bodor Máté a Facebookon